# V liga polska w piłce nożnej (2010/2011)
V liga w sezonie 2010/2011 była rozgrywkami oddzielnego szóstego poziomu ligowego piłki nożnej mężczyzn w Polsce w województwie małopolskim i zachodniopomorskim, które prowadzone były w 4 grupach.

## Format
Format rozgrywek V ligi różnił się w zależności od województwa. W województwie zachodniopomorskim mistrzowie i wicemistrzowie obu grup awansowali do IV ligi, gr. zachodniopomorskiej. Najsłabsze drużyny z obu grup spadły do odpowiedniej terytorialnie klasy okręgowej. W województwie małopolskim z kolei ze względu na likwidację V ligi, awans do IV ligi (w której ponadto zwiększono ilość grup małopolskich z 1 do 2) uzyskiwało 8 najlepszych ekip z każdej grupy. Pozostałe drużyny pozostawały na VI szczeblu rozgrywkowym, jednak zostały przeniesione do odpowiedniej terytorialnie klasy okręgowej.

## Województwo małopolskie

### Grupa Kraków-Wadowice

#### Drużyny
| Uczestnicy poprzedniej edycji                                                                                 | Uczestnicy poprzedniej edycji | Uczestnicy poprzedniej edycji | Uczestnicy poprzedniej edycji |
| --- | ----------------------------- | ----------------------------- | ----------------------------- |
| TKR | Tramwaj Kraków                | 3                             |                               |
| WRW | Wróblowianka Wróblowice       | 4                             |                               |
| ZEM | Garbarz Zembrzyce             | 5                             |                               |
| NNW | Niwa Nowa Wieś                | 6                             |                               |
| SPR | Sokół Przytkowice             | 7                             |                               |
| SOZ | Spójnia Osiek-Zimnodół        | 8                             |                               |
| SKS | Skawinka Skawina              | 9                             |                               |
| OPW | Orzeł Piaski Wielkie          | 10                            |                               |
| KBO | KS Borek                      | 11                            |                               |
| JOR | Jordan Sum Zakliczyn          | 12                            |                               |
| Spadek z IV ligi 2009/2010                                                                                    |                               |                               |                               |
| grupa małopolska                                                                                              |                               |                               |                               |
| TRS | MKS Trzebinia-Siersza         | 13                            |                               |
| SKA | Skawa Wadowice                | 16                            |                               |
| Awans z klasy okręgowej 2009/2010                                                                             |                               |                               |                               |
| grupa Kraków                                                                                                  |                               |                               |                               |
| BKA | Bronowianka Kraków            | 1                             |                               |
| SLO | Słomniczanka Słomniki         | 2                             |                               |
| grupa Wadowice                                                                                                |                               |                               |                               |
| CHE | KS Chełmek                    | 1                             |                               |
| HMP | Halniak Maków Podhalański     | 2                             |                               |
| Oznaczenia: - kolumna pierwsza – skróty nazw drużyn, - kolumna trzecia – miejsce zajęte w poprzednim sezonie. |                               |                               |                               |

#### Tabela
| Lp. | Drużyna                       | M  | Z  | R | P  | Bramki | Bramki | Różn. | Pkt | Uwagi                                                       | Bezpośrednio                |
| --- | ----------------------------- | -- | -- | - | -- | ------ | ------ | ----- | --- | ----------------------------------------------------------- | --------------------------- |
| 1   | Garbarz Zembrzyce (M) (A)     | 30 | 18 | 8 | 4  | 54     | 18     | +36   | 62  | Awans do IV ligi                                            |                             |
| 2   | MKS Trzebinia-Siersza (A)     | 30 | 19 | 4 | 7  | 65     | 22     | +43   | 61  | Awans do IV ligi                                            |                             |
| 3   | Orzeł Piaski Wielkie (A)      | 30 | 18 | 4 | 8  | 64     | 35     | +29   | 58  | Awans do IV ligi                                            |                             |
| 4   | Niwa Nowa Wieś (A)            | 30 | 17 | 6 | 7  | 59     | 27     | +32   | 57  | Awans do IV ligi                                            |                             |
| 5   | Spójnia Osiek-Zimnodół (A)    | 30 | 17 | 3 | 10 | 47     | 34     | +13   | 54  | Awans do IV ligi                                            | SOZ – SPR 3:0 SPR – SOZ 0:2 |
| 6   | Sokół Przytkowice (A)         | 30 | 16 | 6 | 8  | 56     | 33     | +23   | 54  | Awans do IV ligi                                            | SOZ – SPR 3:0 SPR – SOZ 0:2 |
| 7   | Halniak Maków Podhalański (A) | 30 | 15 | 8 | 7  | 48     | 25     | +23   | 53  | Awans do IV ligi                                            |                             |
| 8   | KS Borek (A)                  | 30 | 15 | 6 | 9  | 46     | 28     | +18   | 51  | Awans do IV ligi                                            |                             |
| 9   | KS Chełmek                    | 30 | 13 | 7 | 10 | 46     | 44     | +2    | 46  | Przeniesienie do odpowiedniej terytorialnie klasy okręgowej |                             |
| 10  | Wróblowianka Wróblowice       | 30 | 10 | 8 | 12 | 39     | 48     | −9    | 38  | Przeniesienie do odpowiedniej terytorialnie klasy okręgowej |                             |
| 11  | Jordan Sum Zakliczyn          | 30 | 10 | 4 | 16 | 47     | 58     | −11   | 34  | Przeniesienie do odpowiedniej terytorialnie klasy okręgowej |                             |
| 12  | Tramwaj Kraków                | 30 | 10 | 3 | 17 | 40     | 50     | −10   | 33  | Przeniesienie do odpowiedniej terytorialnie klasy okręgowej |                             |
| 13  | Słomniczanka Słomniki         | 30 | 9  | 4 | 17 | 31     | 54     | −23   | 31  | Przeniesienie do odpowiedniej terytorialnie klasy okręgowej |                             |
| 14  | Bronowianka Kraków            | 30 | 5  | 5 | 20 | 27     | 75     | −48   | 20  | Przeniesienie do odpowiedniej terytorialnie klasy okręgowej |                             |
| 15  | Skawinka Skawina              | 30 | 4  | 2 | 24 | 16     | 91     | −75   | 14  | Przeniesienie do odpowiedniej terytorialnie klasy okręgowej | SKS – SKA 1:0 SKA – SKS 2:1 |
| 16  | Skawa Wadowice                | 30 | 4  | 2 | 24 | 23     | 66     | −43   | 14  | Przeniesienie do odpowiedniej terytorialnie klasy okręgowej | SKS – SKA 1:0 SKA – SKS 2:1 |

### Grupa Nowy Sącz-Tarnów

#### Drużyny
| Uczestnicy poprzedniej edycji                                                                                 | Uczestnicy poprzedniej edycji   | Uczestnicy poprzedniej edycji | Uczestnicy poprzedniej edycji |
| --- | ------------------------------- | ----------------------------- | ----------------------------- |
| KNJ | KS Nowa Jastrząbka-Żukowice     | 3                             |                               |
| HEL | Helena Nowy Sącz                | 4                             |                               |
| ŻAB | MLKS Żabno                      | 5                             |                               |
| BAR | Barciczanka Barcice             | 6                             |                               |
| SKW | Skalnik Kamionka Wielka         | 7                             |                               |
| TB2 | Termalica Bruk-Bet II Nieciecza | 81                            |                               |
| GRY | Grybovia Grybów                 | 9                             |                               |
| ŁŁD | Łosoś Łososina Dolna            | 10                            |                               |
| ODĘ | Orzeł Dębno                     | 11                            |                               |
| OPI | Olimpia Pisarzowa               | 12                            |                               |
| Spadek z IV ligi 2009/2010                                                                                    |                                 |                               |                               |
| grupa małopolska                                                                                              |                                 |                               |                               |
| TUC | Tuchovia Tuchów                 | 14                            |                               |
| WOJ | Olimpia Wojnicz                 | 15                            |                               |
| Awans z klasy okręgowej 2009/2010                                                                             |                                 |                               |                               |
| grupa Nowy Sącz                                                                                               |                                 |                               |                               |
| TYM | KS Tymbark                      | 1                             |                               |
| BTA | Watra Białka Tatrzańska         | 2                             |                               |
| grupa Tarnów                                                                                                  |                                 |                               |                               |
| ITA | Iskra Tarnów                    | 1                             |                               |
| PCC | Piast Czchów                    | 2                             |                               |
| Oznaczenia: - kolumna pierwsza – skróty nazw drużyn, - kolumna trzecia – miejsce zajęte w poprzednim sezonie. |                                 |                               |                               |

Objaśnienia:
1. LKS II Nieciecza zmienił nazwę przed sezonem na Termalica Bruk-Bet II Nieciecza.

#### Tabela
| Lp. | Drużyna                          | M  | Z  | R | P  | Bramki | Bramki | Różn. | Pkt | Uwagi                                                       | Bezpośrednio                |
| --- | -------------------------------- | -- | -- | - | -- | ------ | ------ | ----- | --- | ----------------------------------------------------------- | --------------------------- |
| 1   | Tuchovia Tuchów (M) (A)          | 30 | 22 | 5 | 3  | 97     | 21     | +76   | 71  | Awans do IV ligi                                            |                             |
| 2   | Termalica Bruk-Bet II Nieciecza1 | 30 | 19 | 5 | 6  | 88     | 44     | +44   | 62  | Drużyna wycofana                                            |                             |
| 3   | Skalnik Kamionka Wielka (A)      | 30 | 15 | 6 | 9  | 58     | 34     | +24   | 51  | Awans do IV ligi                                            |                             |
| 4   | Watra Białka Tatrzańska (A)      | 30 | 14 | 8 | 8  | 61     | 33     | +28   | 50  | Awans do IV ligi                                            |                             |
| 5   | KS Tymbark (A)                   | 30 | 14 | 6 | 10 | 51     | 41     | +10   | 48  | Awans do IV ligi                                            | TYM – BAR 3:0 BAR – TYM 3:0 |
| 6   | Barciczanka Barcice (A)          | 30 | 13 | 9 | 8  | 38     | 33     | +5    | 48  | Awans do IV ligi                                            | TYM – BAR 3:0 BAR – TYM 3:0 |
| 7   | Grybovia Grybów (A)              | 30 | 12 | 7 | 11 | 39     | 48     | −9    | 43  | Awans do IV ligi                                            | GRY – HEL 2:0 HEL – GRY 2:1 |
| 8   | Helena Nowy Sącz (A)             | 30 | 12 | 7 | 11 | 56     | 43     | +13   | 43  | Awans do IV ligi                                            | GRY – HEL 2:0 HEL – GRY 2:1 |
| 9   | KS Nowa Jastrząbka-Żukowice1 (A) | 30 | 12 | 6 | 12 | 53     | 51     | +2    | 42  | Awans do IV ligi                                            | KNJ – ŁŁD 3:1 ŁŁD – KNJ 3:3 |
| 10  | Łosoś Łososina Dolna             | 30 | 11 | 9 | 10 | 56     | 53     | +3    | 42  | Przeniesienie do odpowiedniej terytorialnie klasy okręgowej | KNJ – ŁŁD 3:1 ŁŁD – KNJ 3:3 |
| 11  | Olimpia Pisarzowa                | 30 | 13 | 1 | 16 | 60     | 65     | −5    | 40  | Przeniesienie do odpowiedniej terytorialnie klasy okręgowej |                             |
| 12  | Olimpia Wojnicz                  | 30 | 10 | 6 | 14 | 40     | 67     | −27   | 36  | Przeniesienie do odpowiedniej terytorialnie klasy okręgowej |                             |
| 13  | Piast Czchów                     | 30 | 9  | 7 | 14 | 30     | 62     | −32   | 34  | Przeniesienie do odpowiedniej terytorialnie klasy okręgowej |                             |
| 14  | MLKS Żabno                       | 30 | 6  | 5 | 19 | 32     | 68     | −36   | 23  | Przeniesienie do odpowiedniej terytorialnie klasy okręgowej |                             |
| 15  | Iskra Tarnów                     | 30 | 6  | 4 | 20 | 36     | 70     | −34   | 22  | Przeniesienie do odpowiedniej terytorialnie klasy okręgowej |                             |
| 16  | Orzeł Dębno                      | 30 | 4  | 5 | 21 | 32     | 94     | −62   | 17  | Przeniesienie do odpowiedniej terytorialnie klasy okręgowej |                             |

## Województwo zachodniopomorskie

### Grupa koszalińska

#### Drużyny
| Uczestnicy poprzedniej edycji                                                                                 | Uczestnicy poprzedniej edycji | Uczestnicy poprzedniej edycji | Uczestnicy poprzedniej edycji |
| --- | ----------------------------- | ----------------------------- | ----------------------------- |
| WIE | Wiekowianka Wiekowo           | 3                             |                               |
| OWA | Orzeł Wałcz                   | 4                             |                               |
| DYG | Rasel Dygowo                  | 5                             |                               |
| GTY | Głaz Tychowo                  | 6                             |                               |
| MAL | Arkadia Malechowo             | 7                             |                               |
| KAR | Sokół Karlino                 | 8                             |                               |
| VSI | Victoria Sianów               | 9                             |                               |
| DDA | Darłovia Darłowo              | 10                            |                               |
| WSZ | Wielim Szczecinek             | 11                            |                               |
| ORŁ | Orzeł Łubowo                  | 12                            |                               |
| Spadek z IV ligi 2009/2010                                                                                    |                               |                               |                               |
| grupa zachodniopomorska                                                                                       |                               |                               |                               |
| SŁA | Sława Sławno                  | 14                            |                               |
| PDR | Piast Drzonowo                | 16                            |                               |
| Awans z klasy okręgowej 2009/2010                                                                             |                               |                               |                               |
| grupa Koszalin (południe)                                                                                     |                               |                               |                               |
| BBA | Błonie Barwice                | 1                             |                               |
| OZŁ | Olimp Złocieniec              | 2                             |                               |
| grupa Koszalin (północ)                                                                                       |                               |                               |                               |
| BIA | Iskra Białogard               | 1                             |                               |
| POM | Pomorzanin Sławoborze         | 2                             |                               |
| Oznaczenia: - kolumna pierwsza – skróty nazw drużyn, - kolumna trzecia – miejsce zajęte w poprzednim sezonie. |                               |                               |                               |

#### Tabela
| Lp. | Drużyna                   | M  | Z  | R  | P  | Bramki | Bramki | Różn. | Pkt | Uwagi                       | Bezpośrednio                |
| --- | ------------------------- | -- | -- | -- | -- | ------ | ------ | ----- | --- | --------------------------- | --------------------------- |
| 1   | Orzeł Wałcz (M) (A)       | 30 | 20 | 4  | 6  | 103    | 39     | +64   | 64  | Awans do IV ligi            |                             |
| 2   | Sława Sławno (A)          | 30 | 18 | 4  | 8  | 84     | 51     | +33   | 58  | Awans do IV ligi            |                             |
| 3   | Wiekowianka Wiekowo       | 30 | 15 | 11 | 4  | 46     | 25     | +21   | 56  |                             |                             |
| 4   | Wielim Szczecinek         | 30 | 15 | 5  | 10 | 69     | 58     | +11   | 50  |                             |                             |
| 5   | Iskra Białogard           | 30 | 14 | 6  | 10 | 60     | 53     | +7    | 48  |                             |                             |
| 6   | Rasel Dygowo              | 30 | 14 | 5  | 11 | 53     | 45     | +8    | 47  | DYG – MAL 3:0 MAL – DYG 2:2 |                             |
| 7   | Arkadia Malechowo         | 30 | 13 | 8  | 9  | 61     | 44     | +17   | 47  | DYG – MAL 3:0 MAL – DYG 2:2 |                             |
| 8   | Głaz Tychowo              | 30 | 12 | 9  | 9  | 54     | 52     | +2    | 45  |                             |                             |
| 9   | Błonie Barwice            | 30 | 12 | 5  | 13 | 61     | 65     | −4    | 41  |                             |                             |
| 10  | Olimp Złocieniec          | 30 | 11 | 6  | 13 | 52     | 57     | −5    | 39  |                             |                             |
| 11  | Sokół Karlino             | 30 | 10 | 8  | 12 | 37     | 48     | −11   | 38  |                             |                             |
| 12  | Darłovia Darłowo          | 30 | 10 | 7  | 13 | 43     | 50     | −7    | 37  |                             |                             |
| 13  | Victoria Sianów           | 30 | 8  | 6  | 16 | 49     | 70     | −21   | 30  |                             |                             |
| 14  | Piast Drzonowo (S)        | 30 | 8  | 2  | 20 | 41     | 79     | −38   | 26  | Spadek do klasy okręgowej   | PDR – POM 3:0 POM – PDR 1:2 |
| 15  | Pomorzanin Sławoborze (S) | 30 | 7  | 5  | 18 | 49     | 82     | −33   | 26  | Spadek do klasy okręgowej   | PDR – POM 3:0 POM – PDR 1:2 |
| 16  | Orzeł Łubowo (S)          | 30 | 5  | 3  | 22 | 30     | 80     | −50   | 18  | Spadek do klasy okręgowej   |                             |

### Grupa szczecińska

#### Drużyny
| Uczestnicy poprzedniej edycji                                                                                 | Uczestnicy poprzedniej edycji | Uczestnicy poprzedniej edycji | Uczestnicy poprzedniej edycji |
| --- | ----------------------------- | ----------------------------- | ----------------------------- |
| ARS | Arkonia Szczecin              | 3                             |                               |
| PPŁ | Polonia Płoty                 | 4                             |                               |
| OMY | Osadnik Myślibórz             | 5                             |                               |
| DOB | Zorza Dobrzany                | 6                             |                               |
| SLI | Stal Lipiany                  | 7                             |                               |
| PON | Pomorzanin Nowogard           | 8                             |                               |
| OTZ | Orzeł Trzcińsko Zdrój         | 9                             |                               |
| ŚWS | Świt Szczecin                 | 10                            |                               |
| PEŁ | Kłos Pełczyce                 | 11                            |                               |
| SPG | Sparta Gryfice                | 12                            |                               |
| Spadek z IV ligi 2009/2010                                                                                    |                               |                               |                               |
| grupa zachodniopomorska                                                                                       |                               |                               |                               |
| SSZ | Stal Szczecin                 | 13                            |                               |
| SKP | Sokół Pyrzyce                 | 15                            |                               |
| Awans z klasy okręgowej 2009/2010                                                                             |                               |                               |                               |
| grupa Szczecin I                                                                                              |                               |                               |                               |
| MAS | Masovia Maszewo               | 1                             |                               |
| PO2 | Pogoń II Szczecin             | 2                             |                               |
| grupa Szczecin II                                                                                             |                               |                               |                               |
| SĘP | Sęp Brzesko                   | 1                             |                               |
| UDO | Unia Dolice                   | 2                             |                               |
| Oznaczenia: - kolumna pierwsza – skróty nazw drużyn, - kolumna trzecia – miejsce zajęte w poprzednim sezonie. |                               |                               |                               |

#### Tabela
| Lp. | Drużyna                   | M  | Z  | R  | P  | Bramki | Bramki | Różn. | Pkt | Uwagi                                                           | Bezpośrednio |
| --- | ------------------------- | -- | -- | -- | -- | ------ | ------ | ----- | --- | --------------------------------------------------------------- | ------------ |
| 1   | Pogoń II Szczecin (M) (A) | 30 | 23 | 3  | 4  | 126    | 25     | +101  | 72  | Awans do IV ligi                                                |              |
| 2   | Stal Szczecin (A)         | 30 | 22 | 4  | 4  | 106    | 32     | +74   | 70  | Awans do IV ligi                                                |              |
| 3   | Arkonia Szczecin          | 30 | 18 | 7  | 5  | 63     | 27     | +36   | 61  |                                                                 |              |
| 4   | Zorza Dobrzany            | 30 | 18 | 5  | 7  | 62     | 37     | +25   | 59  |                                                                 |              |
| 5   | Świt Szczecin             | 30 | 16 | 4  | 10 | 67     | 40     | +27   | 52  |                                                                 |              |
| 6   | Masovia Maszewo           | 30 | 11 | 8  | 11 | 52     | 61     | −9    | 41  |                                                                 |              |
| 7   | Stal Lipiany              | 30 | 12 | 4  | 14 | 55     | 67     | −12   | 40  | SLI – PPŁ 5:1 PPŁ – SLI 5:2                                     |              |
| 8   | Polonia Płoty             | 30 | 12 | 4  | 14 | 57     | 78     | −21   | 40  | SLI – PPŁ 5:1 PPŁ – SLI 5:2                                     |              |
| 9   | Unia Dolice               | 30 | 11 | 4  | 15 | 47     | 53     | −6    | 37  | UDO: 10 pkt, różn. +4 SKP: 5 pkt, różn. -1 PEŁ: 1 pkt, różn. -3 |              |
| 10  | Sokół Pyrzyce             | 30 | 10 | 7  | 13 | 35     | 62     | −27   | 37  | UDO: 10 pkt, różn. +4 SKP: 5 pkt, różn. -1 PEŁ: 1 pkt, różn. -3 |              |
| 11  | Kłos Pełczyce             | 30 | 9  | 10 | 11 | 43     | 33     | +10   | 37  | UDO: 10 pkt, różn. +4 SKP: 5 pkt, różn. -1 PEŁ: 1 pkt, różn. -3 |              |
| 12  | Sęp Brzesko               | 30 | 7  | 9  | 14 | 46     | 67     | −21   | 30  |                                                                 |              |
| 13  | Osadnik Myślibórz (S)     | 30 | 8  | 4  | 18 | 33     | 71     | −38   | 28  | Spadek do klasy okręgowej                                       |              |
| 14  | Orzeł Trzcińsko Zdrój (S) | 30 | 7  | 5  | 18 | 45     | 95     | −50   | 26  | Spadek do klasy okręgowej                                       |              |
| 15  | Sparta Gryfice (S)        | 30 | 5  | 8  | 17 | 46     | 92     | −46   | 23  | Spadek do klasy okręgowej                                       |              |
| 16  | Pomorzanin Nowogard (S)   | 30 | 4  | 8  | 18 | 28     | 61     | −33   | 20  | Spadek do klasy okręgowej                                       |              |